# Siêu cúp Franz Beckenbauer 2025
Trận Siêu cúp Franz Beckenbauer 2025 sẽ là phiên bản thứ 15 của Siêu cúp Đức được tổ chức bởi DFL, được biết tới với tên gọi Siêu cúp Franz Beckenbauer, một trận đấu bóng đá thường niên được tranh tài bởi những đội vô địch Bundesliga và DFB-Pokal. Trận đấu sẽ diễn ra vào ngày 16 tháng 8 năm 2025.
Trận đấu sẽ có sự góp mặt của đội vô địch Cúp bóng đá Đức 2024–25, VfB Stuttgart, và Bayern Munich, đội vô địch Bundesliga 2024–25. Đội vô địch cúp bóng đá Đức sẽ được chọn làm chủ nhà, được xác nhận bởi DFL. Đây là phiên bản đầu tiên của giải đấu từ khi được đổi tên nhằm tri ân đến Franz Beckenbauer, người đã qua đời vào tháng 1 năm 2024.

## Các đội bóng
Trong bảng sau, các trận đấu cho đến năm 1996 thuộc kỷ nguyên DFB-Supercup, kể từ năm 2010 thuộc kỷ nguyên DFL-Supercup.
| Đội           | Vượt qua vòng loại              | Lần tham dự trước đó (in đậm biểu thị đội vô địch)                                                        |
| ------------- | ------------------------------- | --- |
| VfB Stuttgart | Vô địch Cúp bóng đá Đức 2024–25 | 2 (1992, 2024)                                                                                            |
| Bayern Munich | Vô địch Bundesliga 2024–25      | 17 (1987, 1989, 1990, 1994, 2010, 2012, 2013, 2014, 2015, 2016, 2017, 2018, 2019, 2020, 2021, 2022, 2023) |

## Trận đấu

### Chi tiết
| VfB Stuttgart    | 1–2      | Bayern Munich         |
| ---------------- | -------- | --------------------- |
| - Leweling 90+3' | Chi tiết | - Kane 18' - Díaz 77' |

| VfB Stuttgart | Bayern Munich |

| GK                  | 1  | Fabian Bredlow         |     |     |
| RB                  | 4  | Josha Vagnoman         |     | 81' |
| CB                  | 14 | Luca Jaquez            |     |     |
| CB                  | 24 | Jeff Chabot            |     | 71' |
| LB                  | 7  | Maximilian Mittelstädt | 44' |     |
| RM                  | 18 | Jamie Leweling         |     |     |
| CM                  | 16 | Atakan Karazor (c)     |     | 81' |
| CM                  | 6  | Angelo Stiller         |     | 87' |
| LM                  | 10 | Chris Führich          |     | 71' |
| SS                  | 26 | Deniz Undav            |     |     |
| CF                  | 11 | Nick Woltemade         |     |     |
| Dự bị:              |    |                        |     |     |
| GK                  | 21 | Stefan Drljača         |     |     |
| DF                  | 3  | Ramon Hendriks         |     | 71' |
| DF                  | 15 | Pascal Stenzel         |     |     |
| DF                  | 22 | Lorenz Assignon        |     | 81' |
| DF                  | 29 | Finn Jeltsch           |     |     |
| MF                  | 28 | Nikolas Nartey         |     | 81' |
| MF                  | 30 | Chema Andrés           |     | 87' |
| FW                  | 9  | Ermedin Demirović      |     | 71' |
| FW                  | 45 | Lazar Jovanović        |     |     |
| Những án phạt khác: |    |                        |     |     |
| TS                  | —  | David Krecidlo         | 60' |     |
| Huấn luyện viên:    |    |                        |     |     |
| Sebastian Hoeneß    |    |                        |     |     |

| GK                  | 1  | Manuel Neuer (c)  |     |       |
| RB                  | 27 | Konrad Laimer     |     | 72'   |
| CB                  | 2  | Dayot Upamecano   | 35' | 80'   |
| CB                  | 4  | Jonathan Tah      |     |       |
| LB                  | 44 | Josip Stanišić    |     |       |
| CM                  | 6  | Joshua Kimmich    |     |       |
| CM                  | 8  | Leon Goretzka     |     | 90+3' |
| RW                  | 7  | Serge Gnabry      |     | 80'   |
| AM                  | 17 | Michael Olise     | 45' | 90+3' |
| LW                  | 14 | Luis Díaz         |     |       |
| CF                  | 9  | Harry Kane        | 57' |       |
| Dự bị:              |    |                   |     |       |
| GK                  | 26 | Sven Ulreich      |     |       |
| GK                  | 40 | Jonas Urbig       |     |       |
| DF                  | 3  | Kim Min-jae       |     | 80'   |
| DF                  | 22 | Raphaël Guerreiro |     | 80'   |
| DF                  | 23 | Sacha Boey        |     | 72'   |
| MF                  | 20 | Tom Bischof       |     | 90+3' |
| MF                  | 42 | Lennart Karl      |     | 90+3' |
| FW                  | 36 | Wisdom Mike       |     |       |
| FW                  | 41 | Jonah Kusi-Asare  |     |       |
| Những án phạt khác: |    |                   |     |       |
| TS                  | —  | Aaron Danks       | 60' |       |
| Huấn luyện viên:    |    |                   |     |       |
| Vincent Kompany     |    |                   |     |       |

| Cầu thủ xuất sắc nhất trận đấu: Manuel Neuer (Bayern Munich) Trợ lý trọng tài: Dominik Schaal (Tübingen) Christian Gittelmann (Gauersheim) Trọng tài thứ tư: Tom Bauer (Mainz) Trợ lý trọng tài video: Sascha Stegemann (Niederkassel) Trợ lý tổ trợ lý trọng tài video: Frederick Assmuth (Cologne) | Quy tắc trận đấu - 90 phút. - Loạt sút luân lưu nếu có tỷ số hòa. - Chín cầu thủ được nêu tên, trong đó thay tối đa ba cầu thủ. |